# Приморский парк (Варна)
Приморский парк, или Морской сад (болг. Приморски парк, Морска градина) — парк на берегу Чёрного моря в городе Варна, в Болгарии.
Парк является одним из символов Варны. Он объявлен произведением паркового искусства. На севере Морской сад граничит с государственной резиденцией Евксиноград, с которой он примерно одинаков по площади. Они отличаются друг от друга тем, что Приморский парк посещается примерно 500 000 человек, тогда как парк Евксинограда предназначен для пользования только президентом и членами правительства, и поддерживается намного лучше.
В части Морского сада, находящейся около квартала "Бриз", он застроен домами, а в последнее время - и жилыми зданиями, и эта часть уже представляет собой отдельный квартал города. В последние годы активно застраивается прибрежная часть парка, которая сама по себе представляет природный феномен.

## История
До середины XIX века в районе Морского сада был пустырь за стенами города. Только вблизи Военно-морского музея (тогда это место называлось Эни куле табия) были виноградники и небольшой сад под названием Кровавый сад (Канлы Бахча), из-за убитого здесь садовника. Рядом были городские скотобойни. Под Пантеоном находились французские кладбища, где в 1854 году умерли от холеры французские солдаты, недалеко от старого городского кладбища. Мусор из города выбрасывался на берег моря.
Весной 1862 года Хафиз Эйюб, председатель местного торгового совета, при поддержке мулиазима (мэра) города Халила Эфенди и турецкого коменданта города Саида-паши приказал оградить место для постройки городского сада (Белидие Бахча). Он представлял собой огород возле нынешнего входа-колоннады, который позже был расширен, посажены вишни, липы и каштаны.
Вскоре после Освобождения в 1881 году мэр Варны Михаил Колони предложил создать городской сад около театра и приморского парка. Его идея воспринимается с недоверием местного парламента, который дал небольшую сумму для строительства. Но стремления мэра и части его окружения постепенно увенчались успехом. Было выделено 26 гектаров земли и посажено 130 деревьев. Известный археолог Карел Шкорпил, проживающий в Варне, приглашает чешского паркостроителя Антона Новака, прославленного строительством дворцов Шенбрунн и Бельведер в Вене. Архитектор берет на себя заданную ему задачу, и место быстро очищается, отображается на карте, высаживаются первые редкие растения.
Из Лонгозы, Странджи, даже из Константинополя и Средиземноморья в повозках привезены ценные виды деревьев и цветов. К ним относятся вяз, липа, каштан, ясень и другие. В 1899 году в связи с «большой деятельностью» Новака на муниципальные деньги для него был построен дом недалеко от входа в Морской сад и здания Радио Варна.
7 марта 1897 года муниципальный совет решил сделать фонтан позади буфета (сейчас там находится Морское Казино). Постепенно Приморский парк растет и развивается, в то время как Варна становится известным болгарским курортом и спа-центром. В 1912—1913 годах было построено несколько фонтанов и освещены аллеи. В 1908 году было решено создать аллею Возрождения. Возведены памятники борцам за независимость Болгарии — Христо Ботеву, Василю Левскому, Паисию Хилендарскому, Георгию Раковскому, Любену Каравелову, Стефану Карадже, Георгию Бенковскому, Панайотому Волову, Софронию Врачанскому, Неофиту Бозвели, Антиме I, Петру Берону, Константину Фотинову, Василю Априлову, Петко Славейкову, братьям Миладиновым, Гавриилу Крастевичу и Тодору Айкономову.
В самой высокой части аллеи Возрождения при социализме был построен памятник под названием Пантеон, и создана аллея погибших антифашистов. Существует уникальная традиция посадки хвойных деревьев российскими космонавтами, посещавшими Варну. И сегодня около Пантеона растёт посаженное первым болгарским космонавтом Георгием Ивановым дерево.
В 1906 году началось строительство одной из самых известных достопримечательностей города — Аквариума (Морской биологической станции), ныне Института рыбных ресурсов для САА. Теннисный корт и детская площадка, в настоящее время действующие в Морском саду, открылись в 1928 году. В 1950-х годах Морской сад находит свой современный дом, военно-морской музей военно-морского флота. Сегодня, с именем Военно-морской музей, он входит в число 100 национальных туристических объектов.
30 апреля 1961 года был открыт зоопарк. Его первым жителем был медведь Максим, который был подарен матросами эскадронного миноносца «Георгий Димитров». В реконструированном здании армии располагается Музей естественных наук в Варне. В 1968 году была построена Астрономическая обсерватория. У входа в Морской сад после колоннады построены солнечные часы, изображающих стилизованного взлетающего лебедя.

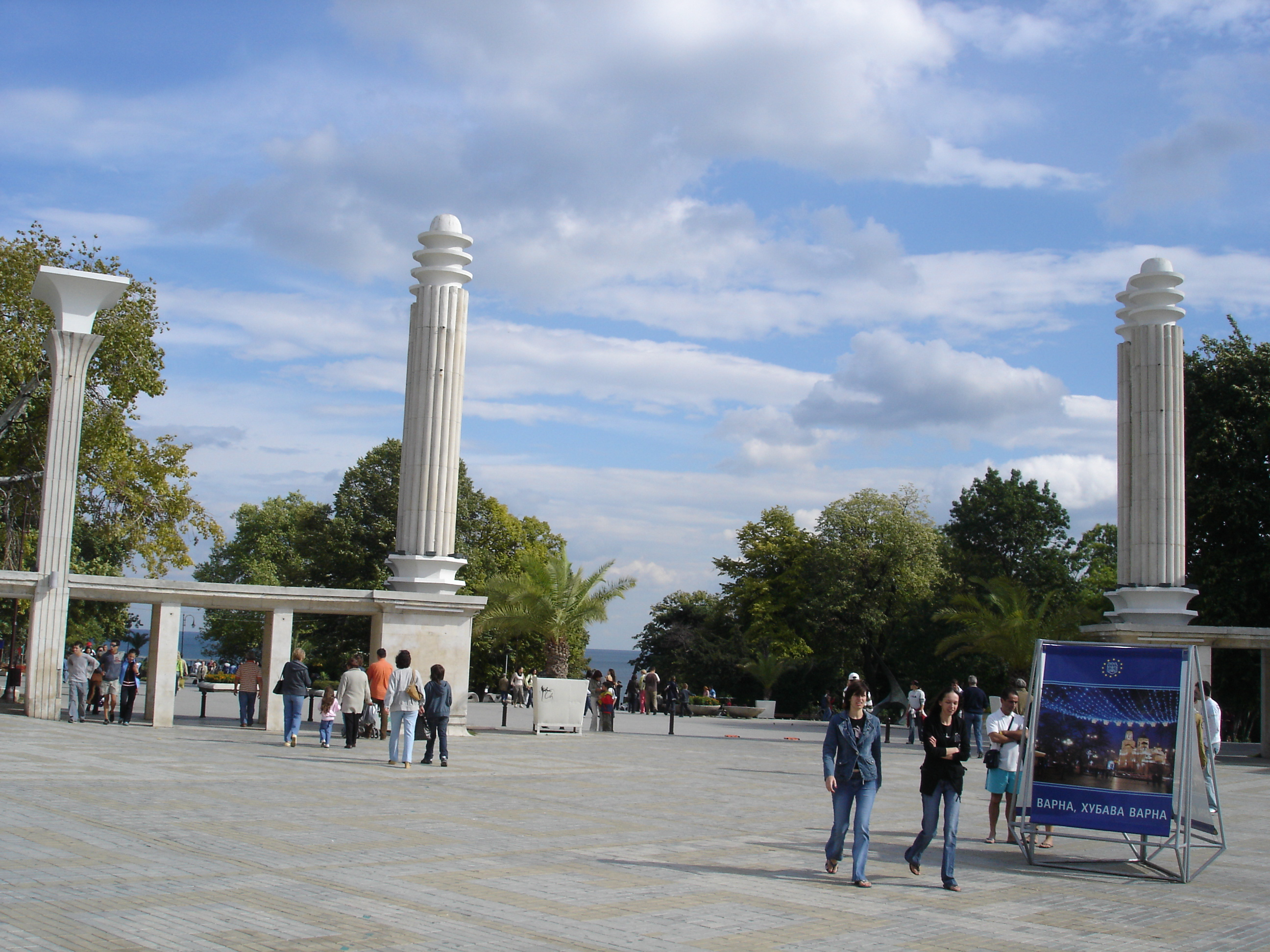
Вход в Приморский парк

До 1990 года Приморский парк граничил с курортом Дружба (ныне Св. Константин и Елена) с западной стороны парка Евксиноград через аллеи, окруженные лугами и растительностью. После 1990 года Приморский парк постепенно уменьшился до площади, которую он занимал до середины XX века из-за превращения государственной собственности в частную и активной застройки. В то время Варненский зоопарк находился в центре Морского сада, теперь же он обозначает его северную границу.